# 요코하마선
요코하마선(일본어: 横浜線 よこはません[*])은 동일본 여객철도의 철도 노선 가운데 하나이다. 일본 가나가와현 요코하마시 가나가와구에 있는 히가시카나가와역과 도쿄도 하치오지시에 있는 하치오지역을 잇는다.

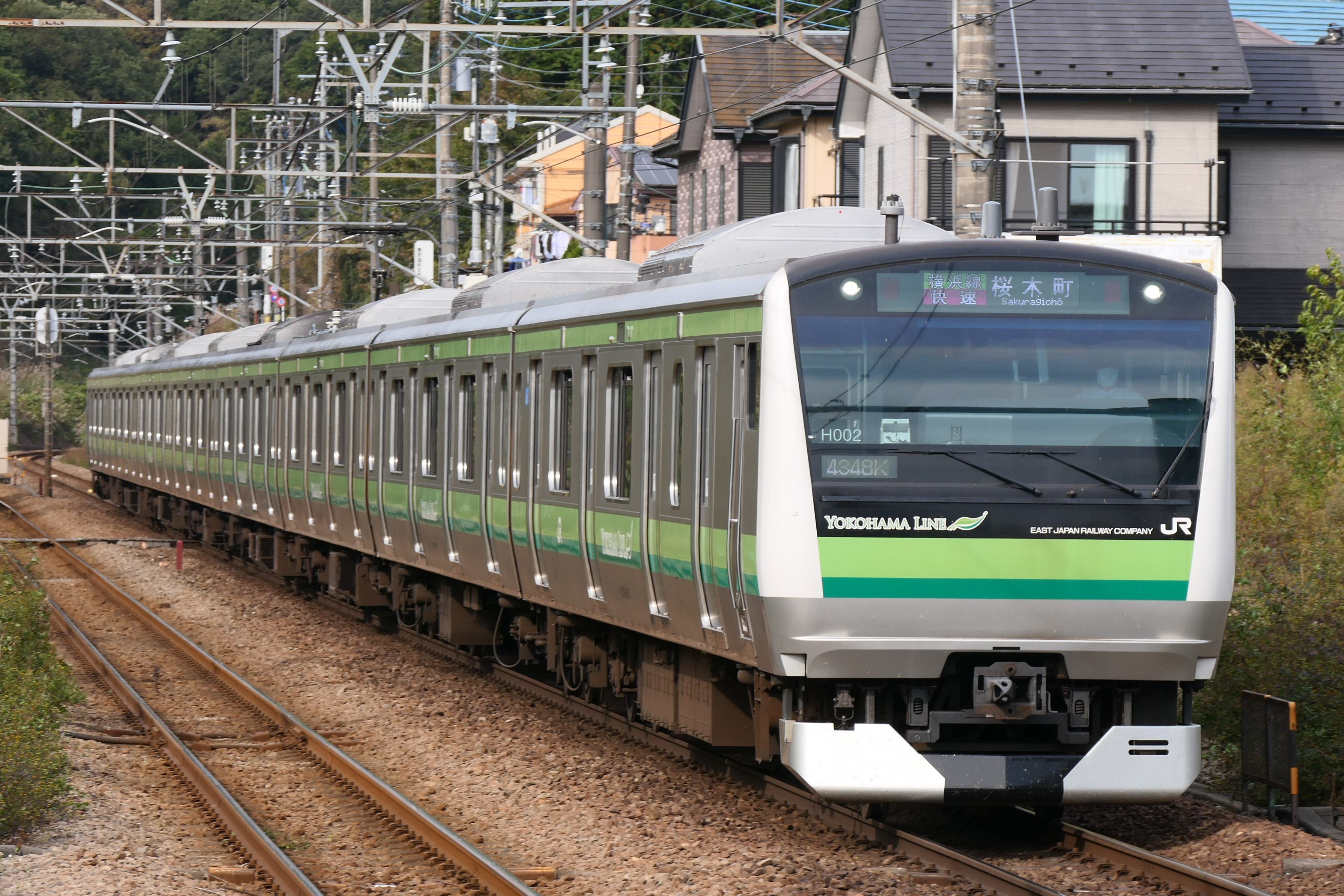
주력차량 E233계 6000번대

노선도

 요코하마선

## 노선 정보
- 노선 거리: 42.6 km
- 궤간: 1,067mm(협궤)
- 역 수: 20
- 복선 구간: 전 구간
- 전철화 구간: 전 구간 직류 1,500볼트
- 차단 장치: 복선 자동 차단식
- 보안 장치: ATS-P

## 운행 형태
기본적으로는 히가시카나가와역과 하치오지역을 왕복한다. 일부 열차는 히가시카나가와역에서부터 게이힌 도호쿠 선 요코하마역을 거쳐 네기시 선 사쿠라기초역, 오후나역까지 운행된다. 2008년 3월 14일까지는 요코스카 선 즈시역까지 운행되었던 열차도 있었다.
아침과 저녁에는 하시모토역에서부터 사가미 선의 열차가 들어와서 하치오지역까지 운행된다.

## 차량
- 205계 0번대 (운행 종료)
- 205계 500번대 (하시모토 ~ 하치오지)
- E233계

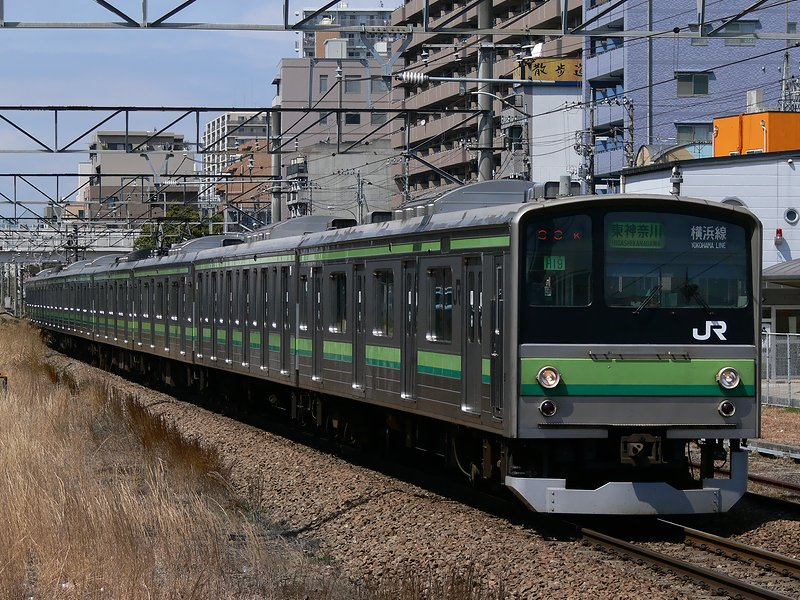
205계 0번대
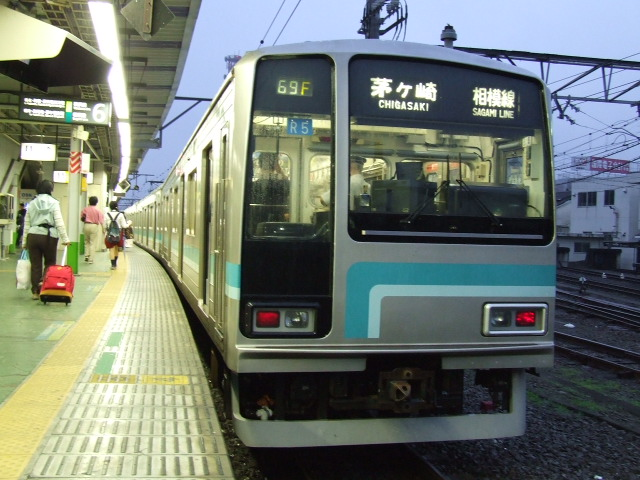
205계 500번대
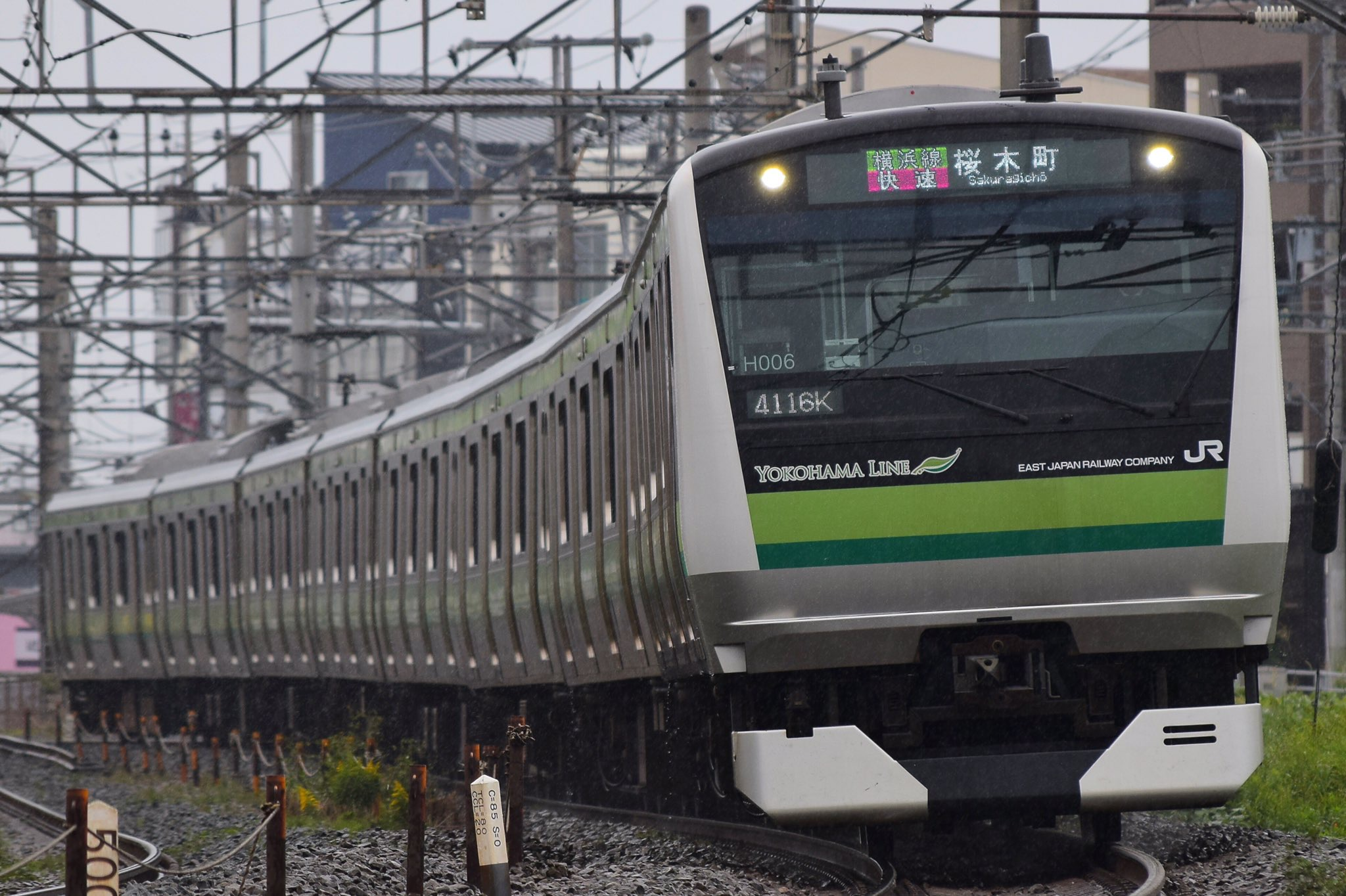
E233계 6000번대

## 역 목록
| 역 번호 | 역명             | 일어 역명      | 쾌 속 | 접속 노선                                                                                   | 역간 거리 | 누적 거리  | 소재지     | 소재지         | 소재지       |
| ------- | ---------------- | -------------- | ----- | ------------------------------------------------------------------------------------------- | --------- | ---------- | ---------- | -------------- | ------------ |
| JH 13   | 히가시카나가와   | 東神奈川       | ●     | 게이힌 도호쿠 선 (JK 13, 직결 운행) 게이힌 급행 전철 본선 (게이큐 히가시카나가와 역, KK 35) |           | 0.0        | 가나가와현 | 요 코 하 마 시 | 가나가와구   |
| JH 14   | 오구치           | 大口           | │     |                                                                                             | 2.2       | 2.2        | 가나가와현 | 요 코 하 마 시 | 가나가와구   |
| JH 15   | 기쿠나           | 菊名           | ●     | 도쿄 급행 전철 도요코 선 (TY 16)                                                            | 2.6       | 4.8        | 가나가와현 | 요 코 하 마 시 | 고호쿠구     |
| JH 16   | 신요코하마       | 新横浜         | ●     | 도카이도 신칸센 요코하마시 교통국 지하철 블루 라인 (B 25)                                   | 1.3       | 6.1        | 가나가와현 | 요 코 하 마 시 | 고호쿠구     |
| JH 17   | 고즈쿠에         | 小机           | │     |                                                                                             | 1.7       | 7.8        | 가나가와현 | 요 코 하 마 시 | 고호쿠구     |
| JH 18   | 가모이           | 鴨居           | ●     | 3.1                                                                                         | 10.9      | 미도리구   | 가나가와현 | 요 코 하 마 시 |              |
| JH 19   | 나카야마         | 中山           | ●     | 요코하마시 교통국 지하철 그린 라인 (G 01)                                                   | 2.6       | 미도리구   | 가나가와현 | 요 코 하 마 시 | 13.5         |
| JH 20   | 도카이치바       | 十日市場       | │     |                                                                                             | 2.4       | 미도리구   | 가나가와현 | 요 코 하 마 시 | 15.9         |
| JH 21   | 나가쓰타         | 長津田         | ●     | 도쿄 급행 전철 덴엔토시 선 (DT 22) 도쿄 급행 전철 고도모노쿠니 선 (KD 01)                   | 2.0       | 미도리구   | 가나가와현 | 요 코 하 마 시 | 17.9         |
| JH 22   | 나루세           | 成瀬           | │     |                                                                                             | 2.3       | 20.2       | 도쿄도     | 마치다시       | 마치다시     |
| JH 23   | 마치다           | 町田           | ●     | 오다큐 전철 오다와라 선 (OH 27)                                                             | 2.7       | 22.9       | 도쿄도     | 마치다시       | 마치다시     |
| JH 24   | 고부치           | 古淵           | │     |                                                                                             | 2.8       | 25.7       | 가나가와현 | 사가미하라시   | 사가미하라시 |
| JH 25   | 후치노베         | 淵野辺         | │     | 2.7                                                                                         | 28.4      |            | 가나가와현 | 사가미하라시   | 사가미하라시 |
| JH 26   | 야베             | 矢部           | │     | 0.8                                                                                         | 29.2      |            | 가나가와현 | 사가미하라시   | 사가미하라시 |
| JH 27   | 사가미하라       | 相模原         | ●     | 1.8                                                                                         | 31.0      |            | 가나가와현 | 사가미하라시   | 사가미하라시 |
| JH 28   | 하시모토         | 橋本           | ●     | ■ 사가미 선 게이오 전철 사가미하라 선 (KO 45)                                               | 2.8       | 33.8       | 가나가와현 | 사가미하라시   | 사가미하라시 |
| JH 29   | 아이하라         | 相原           | ●     |                                                                                             | 1.9       | 35.7       | 도쿄도     | 마치다시       | 마치다시     |
| JH 30   | 하치오지미나미노 | 八王子みなみ野 | ●     | 2.9                                                                                         | 38.6      | 하치오지시 | 하치오지시 |                |              |
| JH 31   | 가타쿠라         | 片倉           | ●     | 1.4                                                                                         | 40.0      | 하치오지시 | 하치오지시 |                |              |
| JH 32   | 하치오지         | 八王子         | ●     | 주오 쾌속선 (JC 22) ■ 하치코 선 게이오 전철 게이오 선 (게이오 하치오지 역, KO 34)           | 2.6       | 하치오지시 | 하치오지시 | 42.6           |              |